# Live at Hammersmith Odeon
Live at Hammersmith Odeon je koncertní album britské heavy metalové skupiny Black Sabbath. Záznam byl pořízen během tří koncertů ve dnech 31. prosince 1981–19822. ledna 1982. Album vyšlo 1. května 2007 u Rhino Handmade.

## Seznam skladeb
| Pořadí         | Název                 | Autor                         | Délka   |
| -------------- | --------------------- | ----------------------------- | ------- |
| 1.             | E5150                 | Dio, Iommi, Butler            |         |
| 2.             | Neon Knights          | Dio, Iommi, Butler, Ward      |         |
| 3.             | N.I.B.                | Osbourne, Iommi, Butler, Ward |         |
| 4.             | Children of the Sea   | Dio, Iommi, Butler, Ward      |         |
| 5.             | Country Girl          | Dio, Iommi, Butler            |         |
| 6.             | Black Sabbath         | Osbourne, Iommi, Butler, Ward |         |
| 7.             | War Pigs              | Osbourne, Iommi, Butler, Ward |         |
| 8.             | Slipping Away         | Dio, Iommi, Butler            |         |
| 9.             | Iron Man              | Osbourne, Iommi, Butler, Ward |         |
| 10.            | The Mob Rules         | Dio, Iommi, Butler            |         |
| 11.            | Heaven and Hell       | Dio, Iommi, Butler, Ward      |         |
| 12.            | Paranoid              | Osbourne, Iommi, Butler, Ward |         |
| 13.            | Voodoo                | Dio, Iommi, Butler            |         |
| 14.            | Children of the Grave | Osbourne, Iommi, Butler, Ward |         |
| Celková délka: | Celková délka:        | Celková délka:                | 1.19:41 |

## Sestava
- Ronnie James Dio – zpěv
- Tony Iommi – kytara
- Geezer Butler – baskytara
- Vinny Appice – bicí, perkuse
- Geoff Nicholls – klávesy